# Knaga

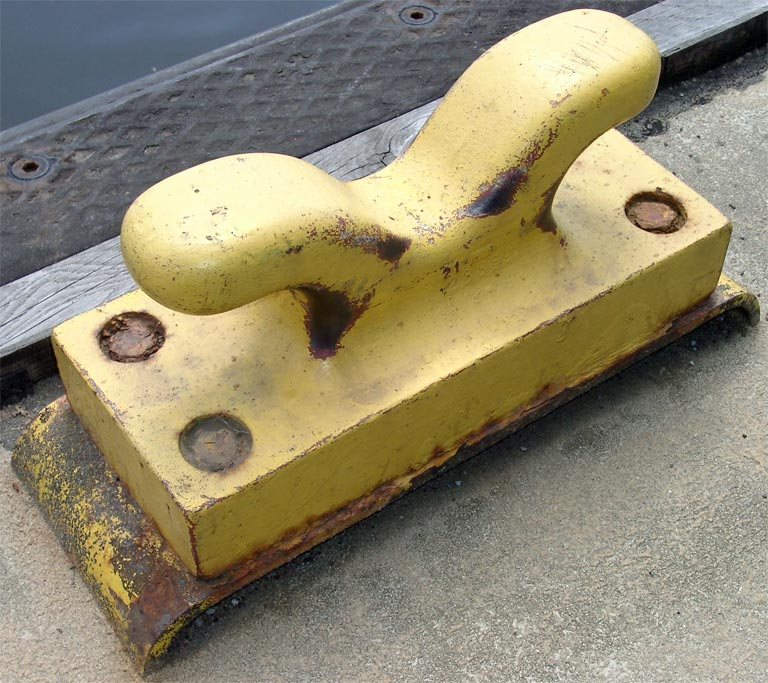
Masivní rohatinka na pontonu.

Knaga (též knaka, normovaný český název je rohatinka, hovorově se používá vazák) je součást lodního kování, které slouží k rychlému upevnění lana.

## Provedení a použití
Může mít různé tvary, charakteristický je dřík, plný nebo s otvorem, který je připevněn k trupu lodi, a dva vyčnívající rohy. Její zvláštní tvar umožňuje rychlé upevnění lana tak, že prvním ovinem dříku se zachytí hlavní síla na lano a po dvojím střídavém ovinutí okolo rohů se zajistí přesmyknutým očkem. Po dvou až třech ovinech získá lano takovou třecí sílu, která přesáhne jeho pevnost v tahu. Určený druh úvazku se jmenuje knakovací uzel a je zásadní při vyvazování lodě k břehu, u plachetnic také k zajištění plachetních lan (výtahů) na stěžni.
Provedení závisí na předpokládané síle tahu a na umístění. Rohatinka může být ze dřeva na palubě a na stěžni malých plachetnic nebo masivní kovová konstrukce na nábřeží, třeba i dvě ven zahnuté kramle na přístavním pacholeti nebo dalbě.